# Хормейстер

Церковний хор і його регент. Фрагмент ікони Воздвиження Хреста, кін. XVII ст., Львівщина

Хормейстер (від нім. Chor і нім. Meister) також застос. хормайстер — керівник хорового колективу, диригент хору.

## Історія
В українській мові  про керівника хорового колективу крім слова «хормейстер» частіше вживають словосполучення «хоровий диригент».
До середини ХІХ століття функцію хормейстра виконували головщик, регент, кантор, капельмейстер, керівник капели. 
Поява посади хормейстера пов'язана з розвитком хорового виконавства як самостійної галузі музично-виконавської та музично-педагогічної діяльності.
Хори, в сучасному розумінні цього слова, з'явилися не раніше 1700 року.
У розвиток хорового мистецтва України зробив великий внесок київський композитор Микола Павлович Дилецький. Він розробив теоретичні основи партесного співу в роботі «Граматика музикальна». 
Удосконалив та розвинув його видатний хоровий диригент, співак (тенор) Артемій Лук'янович Ведель. Він здобув музичну освіту в Київській академії, збирав і записував українські пісні, музичні композиції, глибоко вивчав музичну спадщину українського народу. Артемій Ведель — автор 29 церковних хорових концертів. У хорових концертах, створених Веделем, відчувається вплив українського романсу.
Максим Березовський— творець класичного типу хорового концерту.
Пізніше з'являються  талановиті діячі хорового співу: Олександр Кошиць, Пилип Козицький, Яків Яциневич, Кирило Стеценко, Яків Калішевський, Яків Степовий, Михайло Вериківський, Микола Леонтович, родоначальник  української музичної класики Микола Лисенко, якому належить особлива роль у процесі відродження національної музичної культури, світогляд якого формувався на терені української народної музики, багатовікових традиціях хорового співу.
Саме тоді українська пісня у хоровому викладенні почала свій тріумфальний шлях.

## Сучасні відомі українські хорові диригенти
- Авдієвський Анатолій Тимофійович
- Антків Зиновій-Богдан Богданович
- Берденников Михайло Андрійович
- Бобир Андрій Матвійович
- Верьовка Григорій Гурійович
- Венедиктов Лев Миколайович
- Виноградова Елеонора Олексіївна
- Гвоздь Микола Петрович
- Гобдич Микола Миколайович
- Гринишин Михайло Петрович
- Дорогий Семен Васильович
- Кошиць Олександр Антонович
- Кречко Михайло Михайлович
- Кушніренко Андрій Миколайович
- Міньківський Олександр Захарович
- Муравський Павло Іванович
- Навроцький Анатолій Павлович
- Пашкевич Анатолій Максимович
- Сабадаш Степан Олексійович
- Савчук Євген Герасимович
- Сльота Іван Михайлович
- Сорока Олександр Назарович
- Ткач Юлія Сергіївна
- Туркевич Лев Іванович
- Ященко Леопольд Іванович